# خلفان خالد
خلفان خالد عيسى أحمد كميل (مواليد 14 أغسطس 2000) لاعب كرة قدم إماراتي يجيد اللعب كظهير أيسر لعب سابقاً مع نادي عجمان في دوري الخليج العربي الإماراتي . 

## روابط خارجية
خلفان خالد على موقع قاعدة بيانات كرة القدم.إي يو (الإنجليزية)
- خلفان خالد على موقع Soccerway.com (الإنجليزية)